# Госворт, Джон
Джон Госворт (настоящее имя и фамилия — Теренс Йен Фиттон Армстронг) (англ. John Gawsworth; 29 июня 1912, Лондон — 23 сентября 1970) — английский поэт, прозаик, библиограф, составитель антологий, коллекционер.

## Биография
Вырос в лондонском районе Ноттинг-Хилл. Подростоком участвовал в литературных кружках, конкурсах поэзии в Лондоне с довольно традиционной оппозиционностью к модернизму. Создал небольшой поэтический журнал Twyn Barlwm Press, название которому дал под вдохновением романа «Холм грёз» (The Hill of Dreams) своего кумира А. Мейчена.
В 1931 издал тиражом 300 экземпляров сборник поэзии У. Г. Дэйвиса.
В 1932 встретил и подружился с Л. Дарреллом. В 1934 в трудную минуту помог Х. Макдиармиду, предоставив ему жильё.
Во время Второй мировой войны служил в Королевских ВВС в Северной Африке.
Был литературным агентом писателя Мэтью Фипса Шила.
Известен, кроме прочего, тем, что в 1947 году Шил перед смертью провозгласил Госворта своим наследником на троне виртуального государства Редонда, и тот начал с энтузиазмом играть эту роль, приняв «тронное имя» Хуан I.

## Творчество
С 1932 года Госворт начал составлять антологии; первые две: «Странное сборище» (1932) и «Коллекция кошмаров» (1933) выпущены под настоящей фамилией, остальные — «Новые страшные истории» (1934), «Ужасы, тайны и преступления» (1935), «Мурашки по коже» (1936), «Злодеяния и кошмары» (1936), «Шедевры ужаса» (1936) и «Двадцать страшных историй» (1945) — были изданы анонимно.
Антологии Госворта сделаны на необычайно высоком уровне, они выделяются на фоне множества «антологий о сверхъестественном», вышедших в 1920—1945 годах, и представляют собой уникальное собрание произведений в жанре литературы ужасов. В сборниках публиковался большей частью оригинальный материал, меньшую часть составляли тексты, взятые из труднодоступных источников — как следствие, антологии стали уникальными по составу; превзойти их до сих пор никто не сумел. В этих книгах собраны произведения самых разных авторов. Среди них и классики мистической прозы — Артур Мейчен, Лафкадио Хирн, Мэтью Фипс Шил, Эдгар Джепсон. В антологии вошло много писателей, прославившихся в других жанрах — Агата Кристи, Т. Ф. Поуис, Эдгар Уоллес и другие. Среди других — великий поэт Хью Макдиармид, есть культовые классики — такие, как Томас Бёрк и У. Голдинг.
В антологиях Госворта опубликованы практически полные собрания текстов Фредерика Картера и Э. Г. У. Мейерштейна, Ричарда Миддлтона, Ньюджента Баркера, Э. Х. Визиак и много других.
Сам Госворт печатался и под псевдонимами, и под настоящим именем. Если ранние его рассказы напоминали произведения А. Блэквуда, то поздние, написанные в соавторстве с Шилем и особенно с Джепсоном, более оригинальны и зловещи.
В 1948 году вышло собрание его стихотворений. В конце жизни писал немного, отдавая предпочтение поэзии; биография А. Мейчена была опубликована посмертно.
Госворт был увлечённым коллекционером — он коллекционировал не только книги, но и писателей, творчество которых пропагандировал в антологиях, журналах и малотиражных изданиях.
Много говорили об алкоголизме Госворта и о его странностях. Так, пепел Мэтью Фипса Шила находился в доме Госворта на видном месте — в коробке на каминной доске. Почётных гостей Госворт угощал оригинально — бросал в пищу щепотку праха великого писателя.